# Plaridel (Bulacan)
Plaridel è una municipalità di prima classe delle Filippine, situata nella Provincia di Bulacan, nella Regione del Luzon Centrale.
Plaridel è formata da 19 baranggay:
- Agnaya
- Bagong Silang
- Banga I
- Banga II
- Bintog
- Bulihan
- Culianin
- Dampol
- Lagundi
- Lalangan
- Lumang Bayan
- Parulan
- Poblacion
- Rueda
- San Jose
- Santa Ines
- Santo Niño
- Sipat
- Tabang